# بورال
بورال (به انگلیسی: Bural) یک شرکت هواپیمایی با کد یاتا BU است که در تاریخ ۱۹۹۳ میلادی تأسیس شده است.
دفتر مرکزی بورال در اولان‌اوده، روسیه واقع شده‌است و قطب این شرکت هواپیمایی در فرودگاه اولان‌اوده قرار دارد.